# Cimetière militaire allemand du Sourd
Le cimetière militaire allemand du Sourd  est un cimetière militaire de la Première Guerre mondiale situé sur le territoire de la commune de Lemé, dans l'Aisne.

## Localisation
Ce cimetière militaire allemand est implanté à l'intérieur de la Nécropole nationale du Sourd à Lemé. Il est situé en pleine campagne sur la D773 qui relie les villages de Colonfay et Le Sourd.

## Historique
Le secteur a été le théâtre de violents combats lors de la bataille de Guise le 28 août 1914. La plupart des soldats tant allemands que français victimes de ces combats ont été inhumés à cet endroit. Le front s'est ensuite déplacé vers l'ouest et la région est restée aux mains des Allemands jusque fin octobre 1918, date à laquelle elle a été libérée par la Première armée française. C'est en 1916 que ce cimetière a été inauguré en présence de l'Empereur Guillaume II .

## Caractéristique
Dans ce cimetière, qui jouxte le cimetière français, reposent 699 soldats allemands.

## Galerie

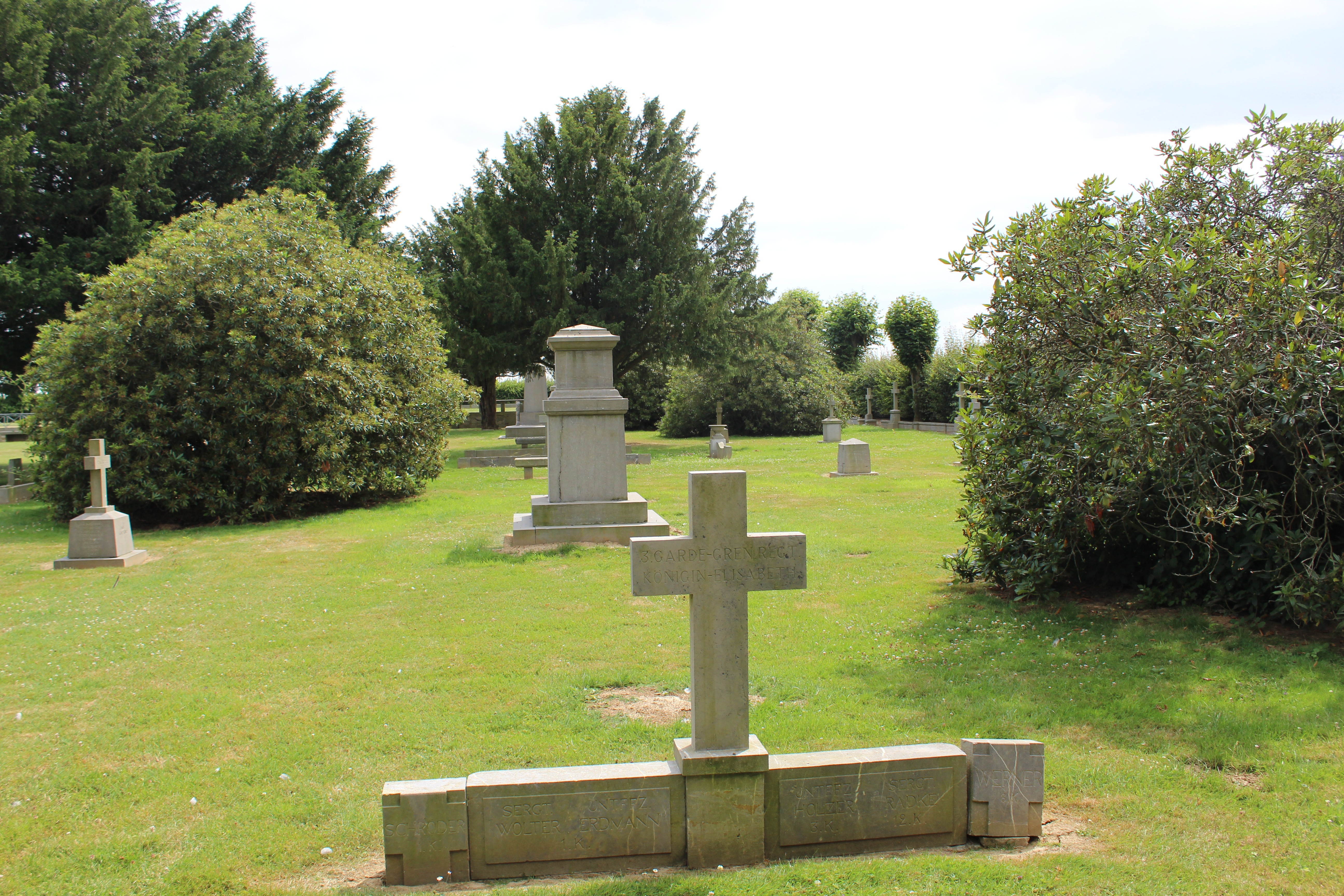
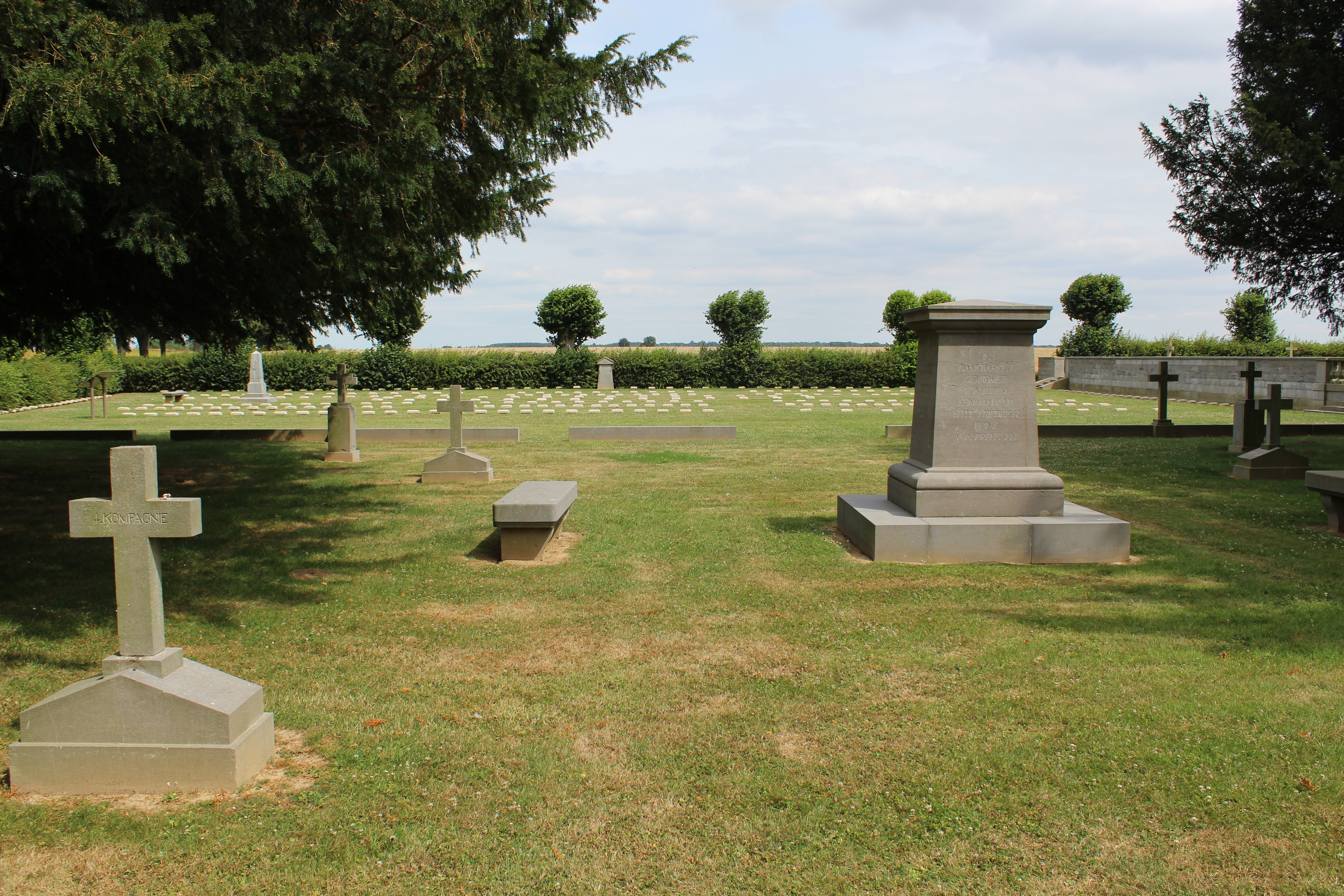
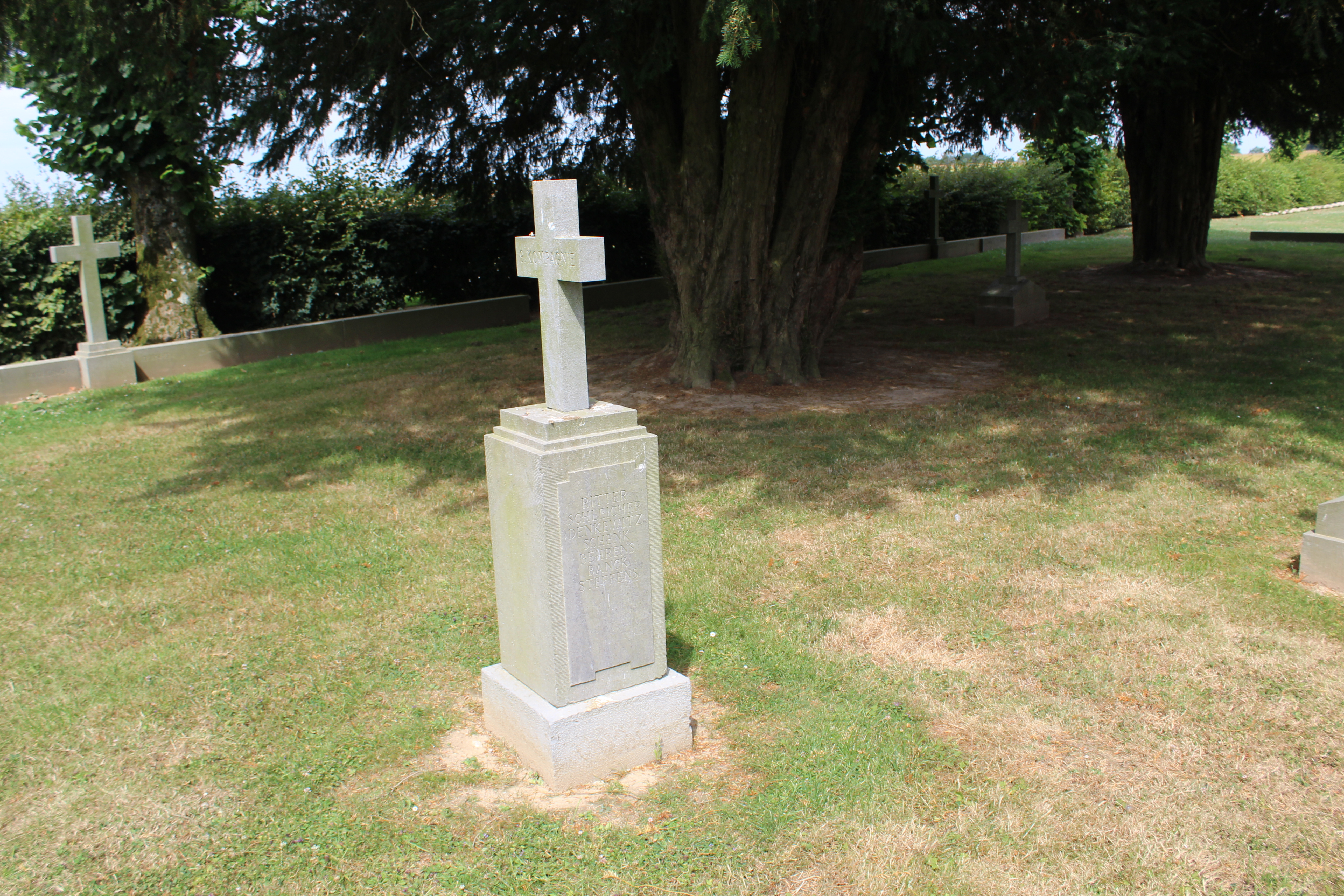

## Sépultures
| Pays      | Sépultures |
| --------- | ---------- |
| Allemagne | 699        |